# Dramatikerförbundet
Dramatikerförbundet (Writers Guild of Sweden) är en svensk intresseorganisation för manusförfattare, dramatiker och översättare verksamma inom film, tv, scen, radio, spel och andra medier. Förbundet bildades 1941 som Sveriges Dramatikerförbund på initiativ av Vilhelm Moberg och organiserar idag cirka 650 medlemmar. Förbundet arbetar för att stärka sina yrkesgrupper genom juridisk och ekonomisk rådgivning, bevakning av kultur- och näringspolitik, upphovsrättsfrågor, samarbeten, nätverkande och inspiration.
Sedan 1997 driver Dramatikerförbundet pjäsbanken DramaDirekt – Sveriges största samling av modern dramatik.